# Силвалде
Силвалде (порт. Silvalde)  —  район (фрегезия) в Португалии,  входит в округ Авейру. Является составной частью муниципалитета  Эшпинью. Находится в составе крупной городской агломерации Большой Порту. По старому административному делению входил в провинцию Дору-Литорал. Входит в экономико-статистический  субрегион Большой Порту, который входит в Северный регион. Население составляет 7540 человек. Занимает площадь 6,18 км².
Покровителем района считается Иаков Зеведеев (порт. S. Tiago Maior de Silvalde). 